# 香椎かもめ大橋
香椎かもめ大橋（かしいかもめおおはし、愛称：シーガルブリッジ）は、博多港・多々良川河口に架かる片側3車線の橋梁である。福岡市東区の箱崎ふ頭4丁目と香椎浜3丁目（香椎パークポート）とを結ぶ。福岡市内の橋梁では最も長い。

## 沿革
- 1989年（平成元年） - 着工
- 1994年（平成6年） - 暫定供用（現在の南行き車線が完成）
- 2003年（平成15年） - 完成

## 周辺
- みなと100年公園
- 都市高速1号線
- 福岡アイランドシティ
- 海の中道大橋

## 似た名称の橋梁
- かもめ大橋
- 利根かもめ大橋